# Kakelugn

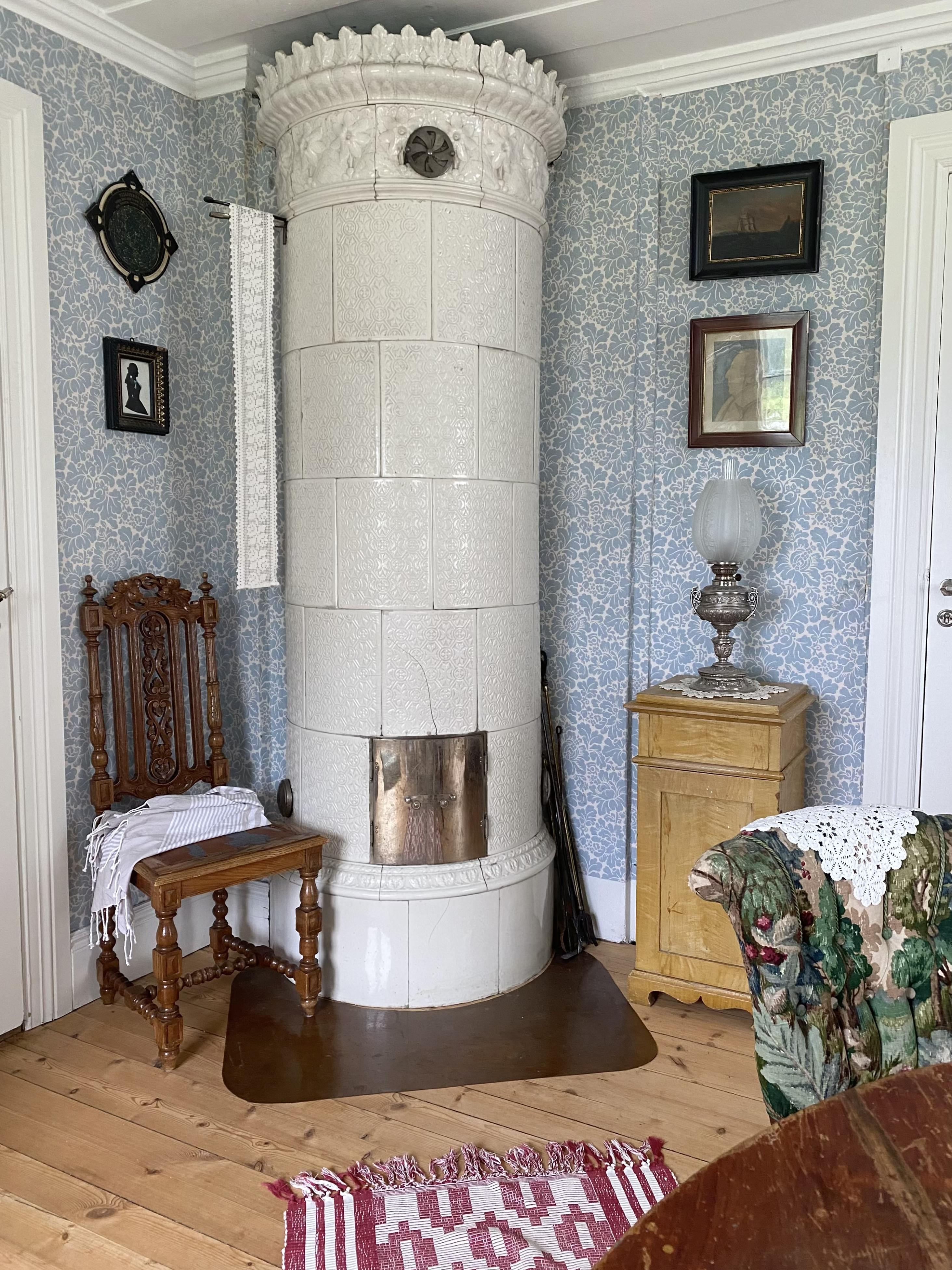
Kakelugn i jugendstil tillverkad av Rörstrand, som var en av Sveriges största producenter av kakelugnar vid sekelskiftet 1900

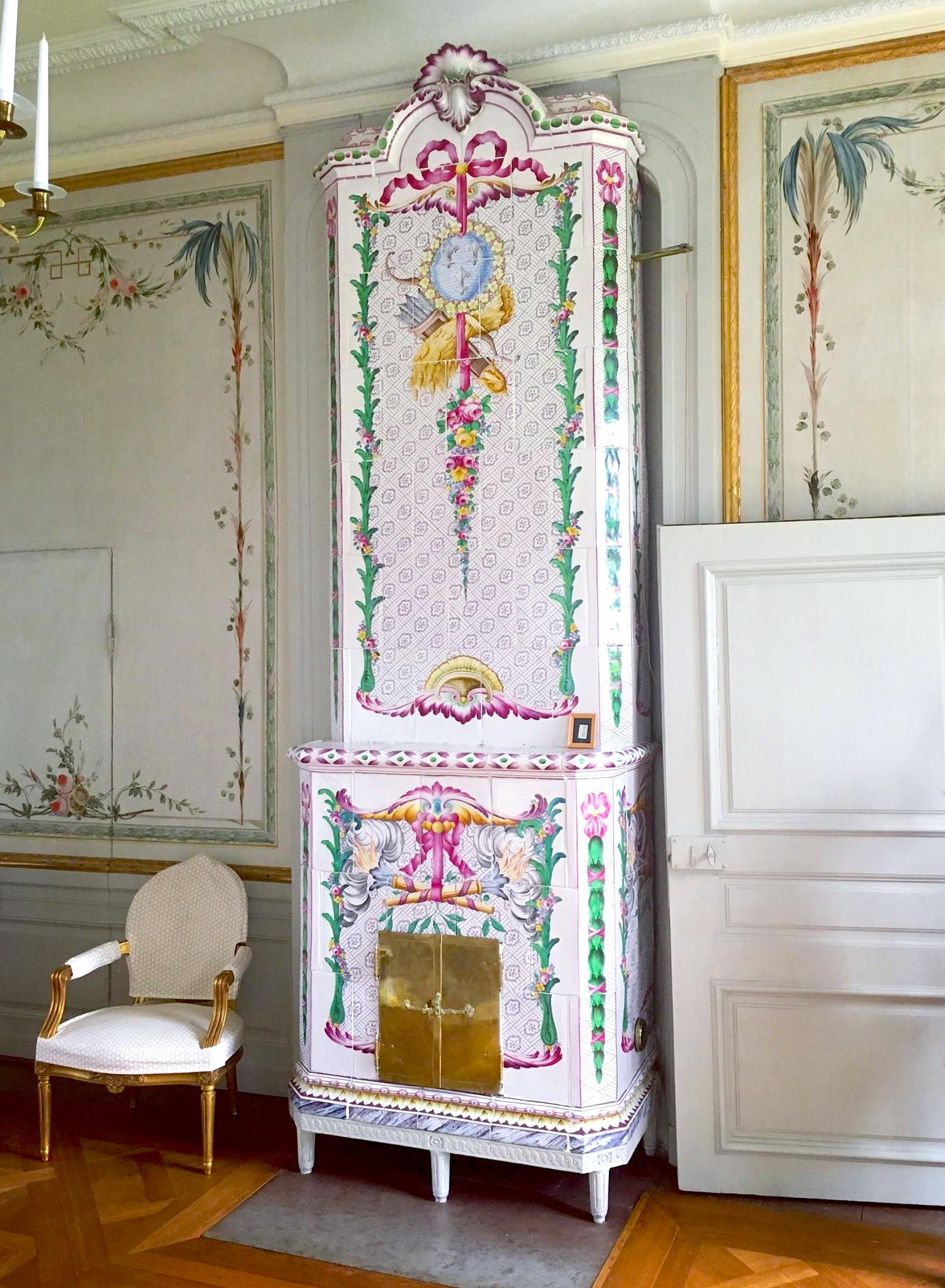
Mariebergskakelugn i gula förmaket på Sturehovs slott i Botkyrka.

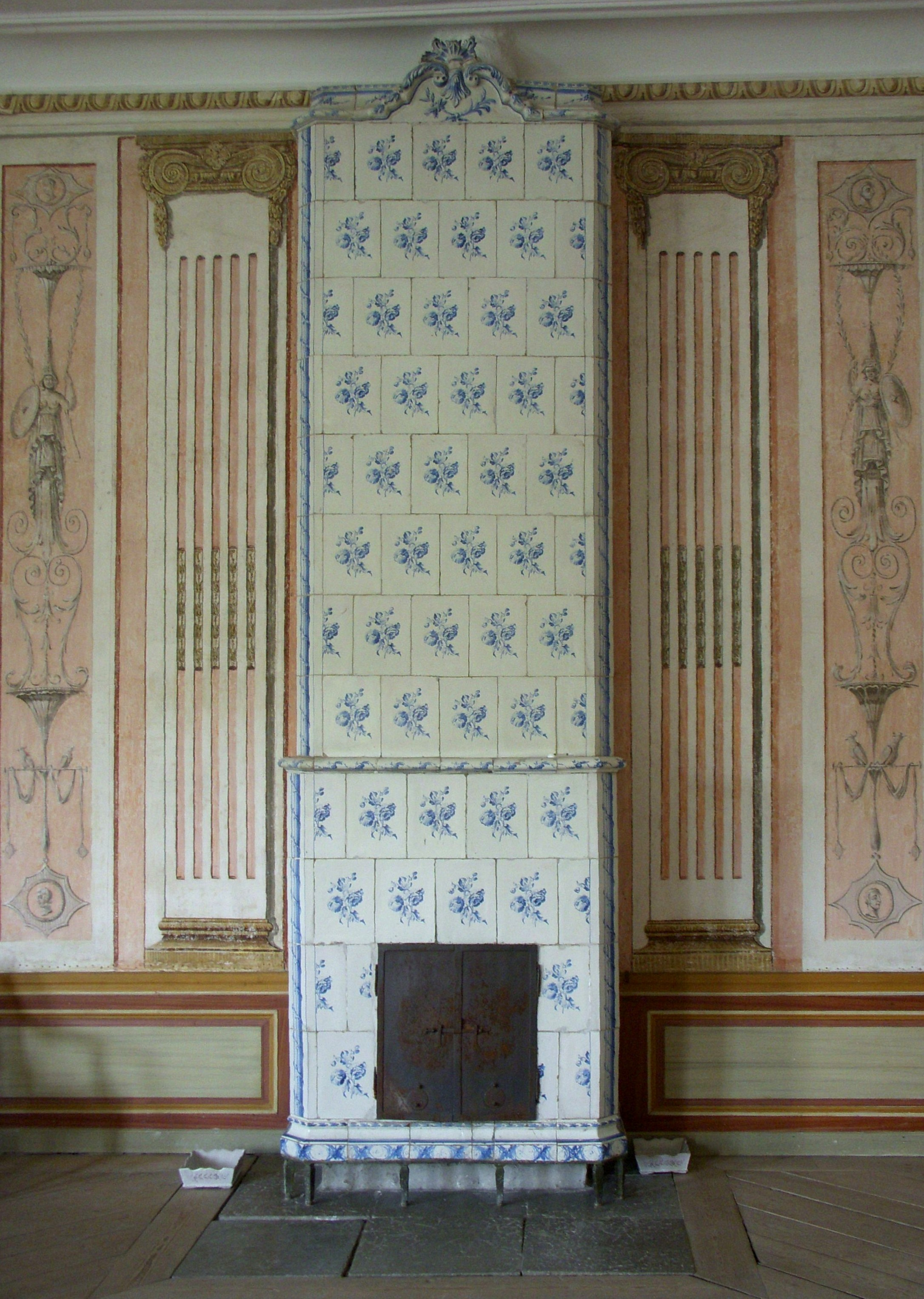
Sveriges högsta kakelugn (4,65m) finns i paviljongen på Svindersvik.

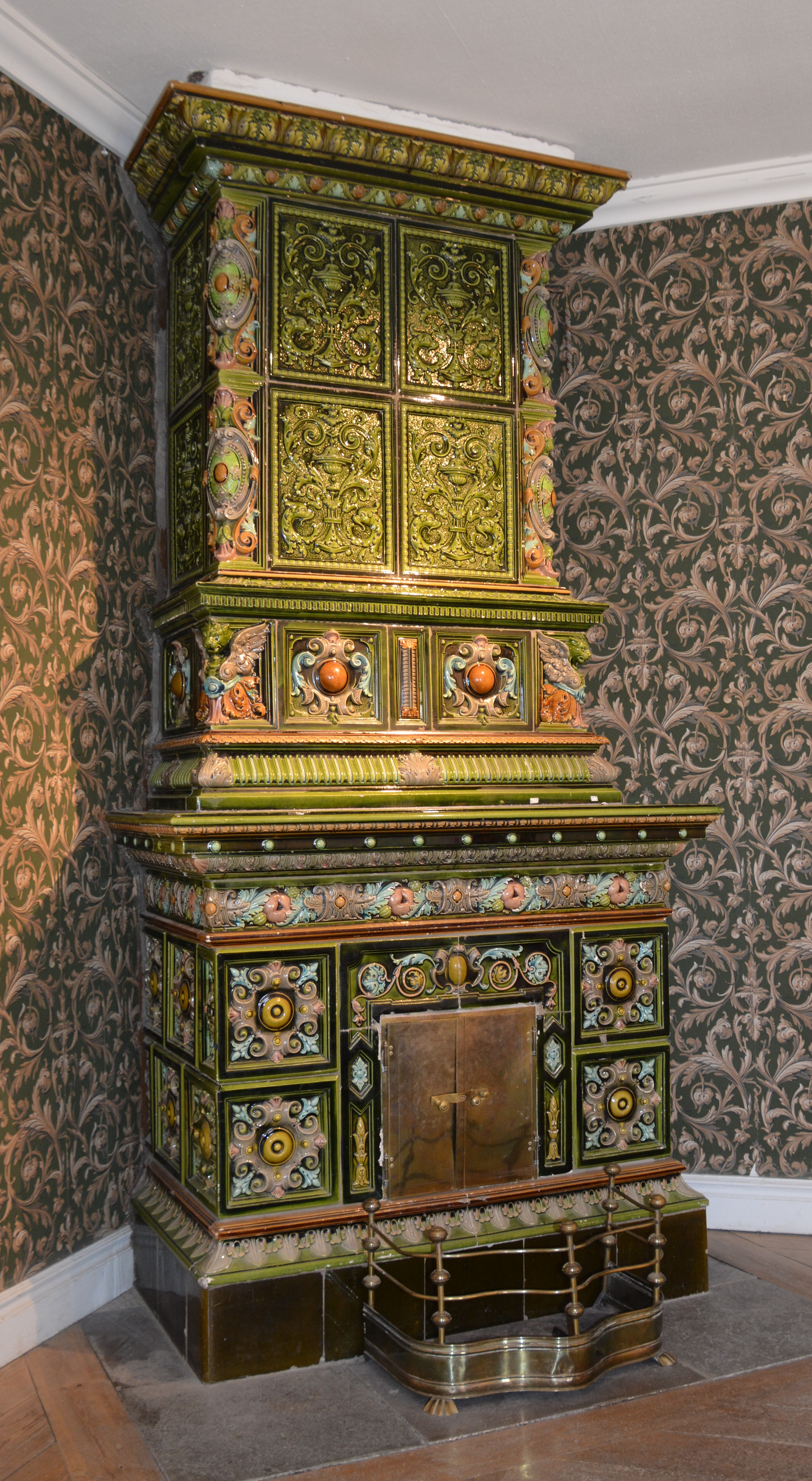
Kakelugn från Ekeby bruk, slutet av 1800-talet.

Kakelugn är ett samlingsnamn på eldstäder med yttre beklädnad av kakel. I Sverige utvecklades under 1700-talet en särskild typ av vedbesparande kakelugnar som ökade värmeeffektiviteten genom att låta värmen cirkulera i ett inbyggt rökkanalssystem.

## Historik
Kakelugnen har sitt ursprung i de så kallade pottugnarna som ursprungligen bestod av ugnar med krukor inmurade i ugnsväggarna. Genom att uppvärmd luft stannade kvar i krukorna fungerade dessa som värmemagasin. Ugnarna kallades på latin caucus eller caucellus efter det latinska ordet för kruka, caccabus. Krukorna ersattes efterhand av skålformade kakel. Sådana ugnar var kända hos langobardiska byggmästare i Italien på 600-talet. Ur pottugnen utvecklades i Alpländerna och södra Tyskland på 1200-talet biläggarugnen, vilken ofta eldades från intilliggande rum till exempel köket eller husets hall. Redan i slutet av 1200-talet var sådana ugnar i bruk i städer som hade handelsförbindelser med de tyska hansestäderna.
Den kallades i det tyska språkområdet för kachelofen eller steinofen. De var klädda med glaserade, enfärgade kakelplattor, vanligen bruna, gröna eller svarta.
Under 1500-talet började pottugnarna att ersättas av kvadratiska ugnar dekorerade med pressade kakel, ofta i rika färger. Johan III lät montera kakelugnar i Stockholms slott och 1572 uppsattes kakelugnar i Kalmar slott och Borgsholms slott, 1582 kom tyska "pottemakare" till Kalmar. De färgglada ugnarna ersätts under 1600-talet av ugnar med svarta, svartgröna eller gröna kakel. I början av 1700-talet blir kakelugnar med blå dekor på vit botten efter holländsk förebild moderna. Samtidigt övergick man från biläggarugnar till vindugnar som eldades framifrån.

### Den moderna kakelugnen
Under 1700-talet uppstod vedbrist i Sverige. Orsaken var järnverkens stora användning av träbränsle vid framställningen av stångjärn, vilket då var rikets största exportvara. Därutöver åtgick stora mängder ved för att värma upp bostadshus med hjälp av de ineffektiva öppna spisarna som då var den vanligaste värmekällan. Dessa öppna spisar släppte ut uppemot 90 procent av värmen genom skorstenen. Viktiga konstruktionsförbättringar skedde efter att Rikets Råd, under ett sammanträde på Stockholms slott den 27 januari 1767 beslutade om ett forskningsuppdrag för att ta fram en mer energisnål eldstadstyp åt hushållen. Uppdraget gick till generalen Fabian Wrede och arkitekten Carl Johan Cronstedt. På hösten samma år presenterade de sina förslag i skriften "Beskrifning på Ny Inrättning af Kakelugnar Til Weds Besparing. Jämte Bifogade Kopparstycken." Däri beskrevs olika kakelugnstyper som bättre kunde ta tillvara värmen från elden genom slingrande rökgångar, spjäll och luckor. Arkitekten Erik Palmstedt bidrog till kakelugnarnas ökade utbredning genom en skrift med kakelugnsritningar.
Kakelugnar var i Sverige under 1800-talet och 1900-talets början den viktigaste värmekällan för bostäder och liknande utrymmen. Från början var det endast de rikaste som hade råd, men med urbaniseringen bredde uppvärmning med kakelugn ut sig. Kakelugnar sattes upp av kakelugnsmakare, vilka ofta tillverkade kaklet lokalt. Under 1800-talet anlades nya fabriker med tillverkning av ugnskakel. Förutom pionjären på området, Rörstrand, etablerat 1727, verkade Åkerlindska kakelfabriken på Kungsholmen 1850–1894, medan C. A. Petterssons Kakelfabrik drevs på Södermalm från 1843 till 1901. Tillverkningen nådde sin största omfattning 1882. Detta år tillverkades 6 400 kakelugnar bara på Rörstrandsfabriken, vars andel av marknaden har uppskattats till femtio procent.
En ovanlig typ av kakelugnar tillverkades 1900-1914 av Höganäsbolaget. Dessa hade eldstad av gjutjärn, var avsedda att eldas med nordvästskånskt stenkol och hade fasader mot två rum.
Kakelugnarnas betydelse minskade efter första världskriget i takt med centralvärmesystemens utbyggnad. Många kakelugnar revs ut.

## Funktion
Kakelugnen består av ett förbränningsrum, rökkanaler i en murstock samt skorsten. Den eldas företrädesvis med ved och är utformad för att ta tillvara värmen i rökgaserna innan de släpps ut. Detta åstadkoms genom att kakelugnsmakaren murar upp en labyrint av vertikala gångar som rökgaserna leds genom innan de släpps ut i skorstenen. Värmen magasineras i teglet, kaklet och bruket, och därigenom kan man få ut en relativt konstant uppvärmning under lång tid. Efter ett antal år sätts många kakelugnar om, eftersom verkningsgraden minskar och rökgaser riskerar läcka ut.
En traditionell svensk kakelugn består av fem kanaler med en längd om cirka 10 meter, där rökgaserna först stiger upp i den mittre kanalen, vidare ner genom de båda främre sidokanalerna, vänder uppåt genom de båda bakre sidokanalerna, varefter rökgaserna passerar spjället i kakelugnens bakre övre del och fortsätter ut till skorstenen.
Kakelugnspannan är en vidareutveckling av kakelugnen där man har ersatt den värmelagrande stenen med vatten som får ackumulera energin från de heta rökgaserna för att sedan transportera ut värmen till hela huset via det vattenburna värmesystemet.

## Nutida kakelugnar
Kakelugnar har under de första decennierna av 2000-talet fått en renässans, delvis till följd av stigande energipriser och intresse för byggnadsvård och kultur. Parallellt finns ett växande intresse för restaurering av äldre ugnar. En modern kakelugn kan vara vattenmantlad för att kunna förse radiatorer med värme. Kakelugnar kan vara tillverkade i prefabricerade delar i gjuten olivin och aluminatcement för att kunna byggas snabbt på plats, varefter kakelplattorna monteras.

## Kakelugnar på frimärken
Olika kakelugnar avbildades på en serie svenska frimärken, utgivna den 14 november 2013.